# Samuel Dickstein (Mathematiker)

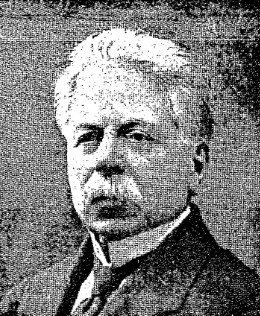
Samuel Dickstein

Samuel Dickstein (* 12. Mai 1851 in Warschau; † 28. September 1939 ebenda) war ein polnischer Mathematiker.

## Leben
Von 1869 bis 1876 studierte Dickstein an der Russischen Universität in Warschau. Zwei Jahre später, 1878, gründete er eine eigene Privatschule, die bis 1888 Bestand hatte.
In dieser Zeit (1884) begründete Dickstein auch eine Lehrbuchreihe für Mathematik- und Physiklehrbücher in polnischer Sprache. Seit 1888 gab er zwei wissenschaftliche Magazine heraus, Mathematical Papers und Physical Papers, außerdem ab 1897 Mathematical News. Im Jahr 1919 wurde er Professor für Mathematik an der Universität Warschau. 1921 wurde er Ehrendoktor dieser Universität.
Er war einer der Gründer der Partei Zjednoczenie, die sich für die Assimilation der Juden in Polen einsetzte.
Samuel Dickstein starb durch eine deutsche Bombe am Anfang des Zweiten Weltkriegs.

## Belege
1. ↑  Liste der Ehrendoktoren (Memento vom 22. Oktober 2013 im Internet Archive)

| Personendaten    | Personendaten           |
| ---------------- | ----------------------- |
| NAME             | Dickstein, Samuel       |
| KURZBESCHREIBUNG | polnischer Mathematiker |
| GEBURTSDATUM     | 12. Mai 1851            |
| GEBURTSORT       | Warschau                |
| STERBEDATUM      | 28. September 1939      |
| STERBEORT        | Warschau                |